# 1. FC Kleve
1. FC Kleve 63/03 is een Duitse voetbalclub uit Kleef (Duits: Kleve).
De club is in 2000 opgericht als fusie tussen VfB Lohengrin 03 Kleve en SC Kleve 63. De Nederlander Arie van Lent was van 2007 tot februari 2009 trainer van de ploeg. In 2009 degradeerde de club uit de Regionalliga West naar de NRW-Liga, de vijfde klasse.
Op 18 december 2010 maakte de club bekend zich terug te trekken uit de NRW-Liga wegens financiële problemen. Op 11 maart 2011 werd het faillissement aangevraagd. Voor seizoen 2011/12 start de club opnieuw in de Landesliga. In 2018 promoveerde de club naar de Oberliga.
De club heeft een samenwerkingsverband met de Nederlandse club SBV Vitesse

## Eindklasseringen vanaf 2000
| Seizoen | Competitie               | Niveau | Eindstand | DFB Pokal | Opmerking                                                                                |
| ------- | ------------------------ | ------ | --------- | --------- | ---------------------------------------------------------------------------------------- |
| 2000/01 | Landesliga Niederrhein-3 | VI     | 3         | --        |                                                                                          |
| 2001/02 | Landesliga Niederrhein-2 | VI     | 2         | --        |                                                                                          |
| 2002/03 | Verbandsliga Niederrhein | V      | 1         | --        |                                                                                          |
| 2003/04 | Oberliga Nordrhein       | IV     | 9         | --        |                                                                                          |
| 2004/05 | Oberliga Nordrhein       | IV     | 6         | --        |                                                                                          |
| 2005/06 | Oberliga Nordrhein       | IV     | 3         | --        |                                                                                          |
| 2006/07 | Oberliga Nordrhein       | IV     | 7         | --        |                                                                                          |
| 2007/08 | Oberliga Nordrhein       | IV     | 4         | --        |                                                                                          |
| 2008/09 | Regionalliga West        | IV     | 18        | --        |                                                                                          |
| 2009/10 | NRW-Liga                 | V      | 10        | --        |                                                                                          |
| 2010/11 | NRW-Liga                 | V      | 18        | --        |                                                                                          |
| 2011/12 | Niederrhein Liga-3       | VI     | 7         | --        |                                                                                          |
| 2012/13 | Landesliga Niederrhein-3 | VI     | 3         | --        |                                                                                          |
| 2013/14 | Landesliga Niederrhein-2 | VI     | 3         | --        |                                                                                          |
| 2014/15 | Landesliga Niederrhein-2 | VI     | 2         | --        | 2e in promotieserie met SC Düsseldorf-West en FSV Duisburg                               |
| 2015/16 | Landesliga Niederrhein-2 | VI     | 2         | --        | promotie play-off > Cronenberger SC 02: 1-0 / 0-4                                        |
| 2016/17 | Landesliga Niederrhein-2 | VI     | 7         | --        |                                                                                          |
| 2017/18 | Landesliga Niederrhein-2 | VI     | 1         | --        |                                                                                          |
| 2018/19 | Oberliga Niederrhein     | V      | 12        | --        |                                                                                          |
| 2019/20 | Oberliga Niederrhein     | V      | 11        | --        | competitie afgebroken i.v.m. coronapandemie; Finalist Landespokal > Rot-Weiss Essen: 1-3 |
| 2020/21 | Oberliga Niederrhein     | V      | --        | --        | competitie afgebroken i.v.m. coronapandemie. Er wordt geen eindstand opgemaakt           |
| 2021/22 | Oberliga Niederrhein     | V      | 7         | --        |                                                                                          |
| 2022/23 | Oberliga Niederrhein     | V      | 15        | --        |                                                                                          |
| 2023/24 | Oberliga Niederrhein     | V      | 13        | --        |                                                                                          |
| 2024/25 | Oberliga Niederrhein     | V      | 13        | --        |                                                                                          |
| 2025/26 | Oberliga Niederrhein     | V      | .         | --        |                                                                                          |

## Bekende (oud-)spelers
- Gerald Baars
- Wout van Blijderveen
- Raymon van Emmerik
- Michael Jaliens
- Stefan Maletić
- Oleg Poutilo
- Daniël Voigt